# Melilotus speciosus
Melilotus speciosus är en ärtväxtart som beskrevs av Michel Charles Durieu de Maisonneuve. Melilotus speciosus ingår i släktet sötväpplingar, och familjen ärtväxter. Inga underarter finns listade i Catalogue of Life.